# Marek Lolliusz
Marek Lolliusz Paulinus (zm. 2 n.e.), wódz rzymski, pierwszy namiestnik Galacji (25 p.n.e.) i konsul w 21 p.n.e.

## Życiorys
W 16 p.n.e., jako namiestnik Galii został całkowicie rozbity przez nadreńskie plemiona germańskie Sugambrów, Tenkterów i Uzypetów. Rzymianie stracili wtedy sztandar V legionu. Cieszył się zaufaniem Augusta, który powierzył mu wychowanie swego wnuka, Gajusza Cezara. Wśród listów Horacego dwa są skierowane do jego synów (Ep. I,2 i I,18).